# Brede strandschelp
De brede strandschelp (Mactra glauca) is een tweekleppigensoort uit de familie van de Mactridae. De wetenschappelijke naam van de soort werd in 1778 voor het eerst geldig gepubliceerd door Ignaz von Born.

## Beschrijving
De brede strandschelp heeft een breed driehoekige, dunne, glanzende schelp tot 115 mm lang. De schelp is roomwit van kleur met stralende lichtbruine stralen, een bruin periostracum en een lichtbruine binnenkant. De brede strandschelp is een suspensievoeder die zich met fytoplankton voedt. Hij graaft zich in schoon zand en daalt tot 7 cm als hij door het getij wordt blootgesteld.
Rechter en linker klep van hetzelfde exemplaar:

Rechter klep
Linker klep

## Verspreiding
De brede strandschelp wordt gevonden op het continentaal plat, van het zuiden van Engeland tot de Middellandse Zee en West-Afrika. Het wordt ook gevonden als fossiel in de Noordzee uit het Eemien-tijdperk.

## Meer afbeeldingen

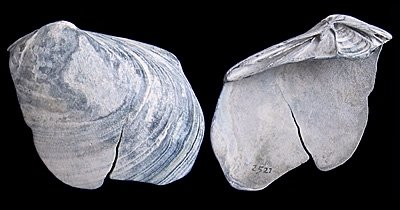
Brede strandschelp (Mactra glauca)
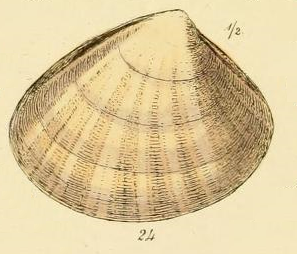
Uit G.B. Sowerby II